# Жук Роман Степанович
Рома́н Степа́нович Жу́к (13 серпня 1987, м. Мукачево — 26 травня 2022, біля м. Оріхів, Запорізька область) — український фотограф, відеограф, волонтер, активіст, військовослужбовець, молодший сержант 128 ОГШБр Збройних сил України, учасник російсько-української війни. Кавалер ордена «За мужність» III ступеня (2023, посмертно).

## Життєпис
Роман Жук народився 13 серпня 1987 року в місті Мукачево, нині Мукачівської громади Мукачівського району Закарпатської области України.
Разом з дружиною мали спільний мікробренд Povna banka — робили варення з карпатських ягід.
Один із засновників волонтерського проєкту Chysto.de, який займався прибиранням річок, парків, водосховищ.
З початком повномасштабного російського вторгнення в Україну пішов добровольцем на фронт. Розвідник артилерійського взводу 128-ї окремої гірсько-штурмової бригади. Загинув 26 травня 2022 року під час артилерійського обстрілу біля м. Оріхів на Запоріжчині).
Похований 31 травня 2022 року в родинному місті.
Залишилися дружина та двоє дітей.

## Нагороди
- орден «За мужність» III ступеня (18 липня 2023, посмертно) — за особисту мужність, виявлену у захисті державного суверенітету та територіальної цілісності України, самовіддане виконання військового обов'язку[12];
- нагрудний знак «За взірцевість у військовій службі» III ступеня[13];
- спеціальна номінація «За відданість професії за найтяжчих умов» конкурсу «Честь професії-2022»[14].

## Вшанування пам'яті
У жовтні 2022 року на клумбі навпроти Мукачівського державного університету на честь Романа Жука в Мукачевому висадили 13 тисяч цибулин тюльпанів.
Його пам'яті присвячено кліп «Прибери Карпати, як у себе біля хати» (Роман був автором цього слогану)
.
Воїн світла, що Ангелом повернувся до сім'ї і побратимів. "Прощання із Романом Жуком ".
Пам'яті Романа Жука та загиблих захисників України із Закарпаття Михайло Карпенко написав пісню та створив кліп "ДОЛЕ, МОЯ, ДОЛЕ | (пісня закарпатського солдата) ".